# Костур (град)
Костур (грч.  — Касторија) је град и седиште истоимене општине и округа, на западу периферије Западна Македонија. Смештен је на полуострву истоименог језера. По попису из 2021. године број становника у граду је био 12.548.

## Име
Град се звао и Диоклецијанопоље, а Словени су језеро поред града звали Дабарско језеро, по дабру. Дабар је на латинском (од грчког) Castor, па је и највероватнија теорија да је име града по дабру, на грчком и латинском.
Постоји више претпоставки о настанку имена града. 
- По грчком називу за дабра (грч.  — касторас). Даброво крзно некада је било веома важно за месну привреду везану за Костурско језеро;
- По грчком називу за замак (грч. κάστρο — кастро);
- По словенској речи "костур" (други назив: скелет).

## Географија
Град Костур се налази у западном делу историјске покрајине Македонија, на обали Костурског језера на знатној надморској висини (700 м). Град има несвакидашњи положај на земљоузу између полуострва у језеру и копна. Западно од града уздижу се Грамос планине кречњачког карактера из састава ланца Пинда.
Клима у Костуру је због надморске висине града (700 м) и затворености овог подручја континентална, за коју су особене изузетно жарка лета и хладније и кишовите зиме са не баш тако ретким снегом.

## Историја
Почетак историје Костура везује се за долазак Римљана у ове крајеве 200. п. н. е. У доба Византије град је био познат као Јустинијанополис. Овај град тешко је страдао током 13. века у борбама Византије и Епирске деспотовине, да би на крају био и под Србијом за време владавине Уроша V (1331-80. ).
Костурско подручје је пало под отоманску власт 1385. године и остало следећих 5 векова. Током овог периода град и околина су изгубили грчку особеност - у граду су живели Турци и Јевреји, а у околним селима највише Словени. Прадеда Скендербега Константин Кастриот је владао и Костуром и по неким тврдњама се зато и презивају Касториоти или касније Кастриоти, од Кастрорије, Костура. Пјетро Кјара и српски летописац Троношки тврде да се Кастриоте тако зову због града Костура, Касторије. Кјара наводи да је видео испод портрета Скендербега у Фиренци натпис Касториота, а не Кастриота.
У месту је било Срба због чије деце је радила српска народна школа од 1864. године, али је након престанка рада њен рад дефинитивно стао. Помиње се у месту 1899. године српска књижарница у којој се могао купити српски календар "Голуб", који је издавала штампарија А. Зелића синови у Цариграду. Спиридон Гопчевић наводи податак да су сва села поред обала костурског језера насељена Србима. Они за себе кажу да су Бугари (под утицајем бугарске пропаганде) али за разлику од Бугара славе крсне славе, кажу ја, а не аз и немају члана, граматика за костурско наречје је иста као за српски књижевни језик. Користили су гласове ћ, ђ, џ, љ, њ.
Тек од 1912. године град припада савременој Грчкој. После Првог светског рата и Грчко-турског рата исељено је турско становништво. Током Другог светског рата у логорима нестало је јеврејско, да би током Грчког грађанског рата била и исељена и већина Словенима. Тако је овај некада етнички и верски мешовит град постао претежно грчки. Последњих деценија град је осавремењен, али је и поред тога остао место ван главних токова живота у Грчкој, што је условило исељавање становништва, нарочито из околних села.

## Становништво
Према бугарском географу и историчару, Василу Канчову, у Костуру је 1900. године живело 3.000 Грка, 1.600 Турака, 750 Јевреја, 300 Словена хришћана, 300 Албанаца хришћана и 240 Рома. Грчко становништво води порекло од хеленизованих Словена. Године 1924. турско становништво је принудно исељено у Турску а на њихово место су насељене грчке избегличке породице, укупно 1.546 особа. На попису из 1928. године Костур је имао 10.308 становника.
Костур данас има око 13.000 становника. Становништво су углавном етнички Грци, мада још постоји словенска мањина, без икаквих националних права. Кретање становништва по годинама било је следеће:
| 1981.  | 1991.  | 2001.  | 2021.  |
| ------ | ------ | ------ | ------ |
| 20.660 | 14.775 | 14.813 | 12.548 |

## Привреда
Кожарска индустрија још је веома важна у привреди Костура. Сајам коже је познат и изван граница државе. Са тим у вези сеоско подручје је највише окренуто сточарству.
Костур има и локални Аеродром „Аристотел“, преко којег се одвија веза са Атином.

## Познате личности
- Антоније Багаш, српски племић
- Никола Багаш, српски племић и жупан Водена и Трикале
- Тома Крстић Костурац, српски четнички војвода у Старој Србији и Македонији
- Лазар Поп-Трајков, песник, учитељ и војвода ВМОРО
- Димитар Благоев, бугарски политичар и оснивач Бугарске комунистичке партије
- Димитрис Дијамантидис, бивши грчки кошаркаш
- Марија Спиропулу, грчка експериментална физичарка